# Casa Manzoni
Casa Manzoni è un palazzo storico di Milano, situato in via Morone al civico 1, celebre per essere stato la dimora dello scrittore Alessandro Manzoni dal 1814 alla morte.

## Storia e descrizione
Nel 1813 erano passati tre anni da quando Alessandro Manzoni aveva fatto, insieme con la moglie Enrichetta Blondel e la madre Giulia Beccaria, ritorno a Milano, dopo la quinquennale esperienza parigina. I Manzoni abitarono per quasi due anni in via San Vito al Carrobbio, prima di trasferirsi nella dimora di via Brera, di proprietà della famiglia Beccaria. 
Il 2 ottobre 1813 lo scrittore acquistò una nuova casa, allora al numero 1171 di via Morone. Il proprietario Alberico De Felber gliela vendette per 16 000 lire. Manzoni si trasferì nella nuova abitazione qualche mese più tardi, avviando una serie di lavori di ammodernamento, tra cui il rifacimento della facciata antistante piazza Belgioioso. 
L'aspetto attuale del palazzo e soprattutto della facciata si deve allo scultore e decoratore campionese Andrea Boni, che nel 1864, con la sua ditta Andrea Boni e Compagni, su richiesta del Manzoni diede al palazzo uno stile neorinascimentale, in omaggio al clima post-unitario di quegli anni. 
La facciata, ispirata all'architettura rinascimentale lombarda, è composta da elaborate decorazioni in cotto: su tutte spiccano il portale e il balconcino.
Il palazzo è stato fino a pochi anni fa sede al piano terra della Società Storica Lombarda (ospitata ora dalla Biblioteca Nazionale Braidense) e del Centro nazionale di studi manzoniani. Grazie al secondo gli interni dell'epoca sono conservati, in particolare lo studio e la camera di Manzoni. Il palazzo ospitò le riunioni del circolo de Il Conciliatore, mentre negli ultimi anni di vita dello scrittore, la casa ospitò Cavour, Garibaldi e Giuseppe Verdi, venuti a rendergli omaggio.